# Protestas en Mauritania de 2011-2012
Las protestas en Mauritania de 2011-2012 fueron una serie de protestas que comenzaron en enero de 2011, al mismo tiempo que la Primavera Árabe, y continuaron en 2012. El movimiento de protesta, en gran parte pacífico, ha exigido al presidente Mohamed Uld Abdelaziz que instituya reformas políticas, económicas y legales. Los temas comunes de protesta han incluido la esclavitud, que es oficialmente ilegal en Mauritania, pero está muy extendida en el país, y otros abusos de derechos humanos que la oposición ha acusado al gobierno de perpetrar.

## Cronología

### Inicio

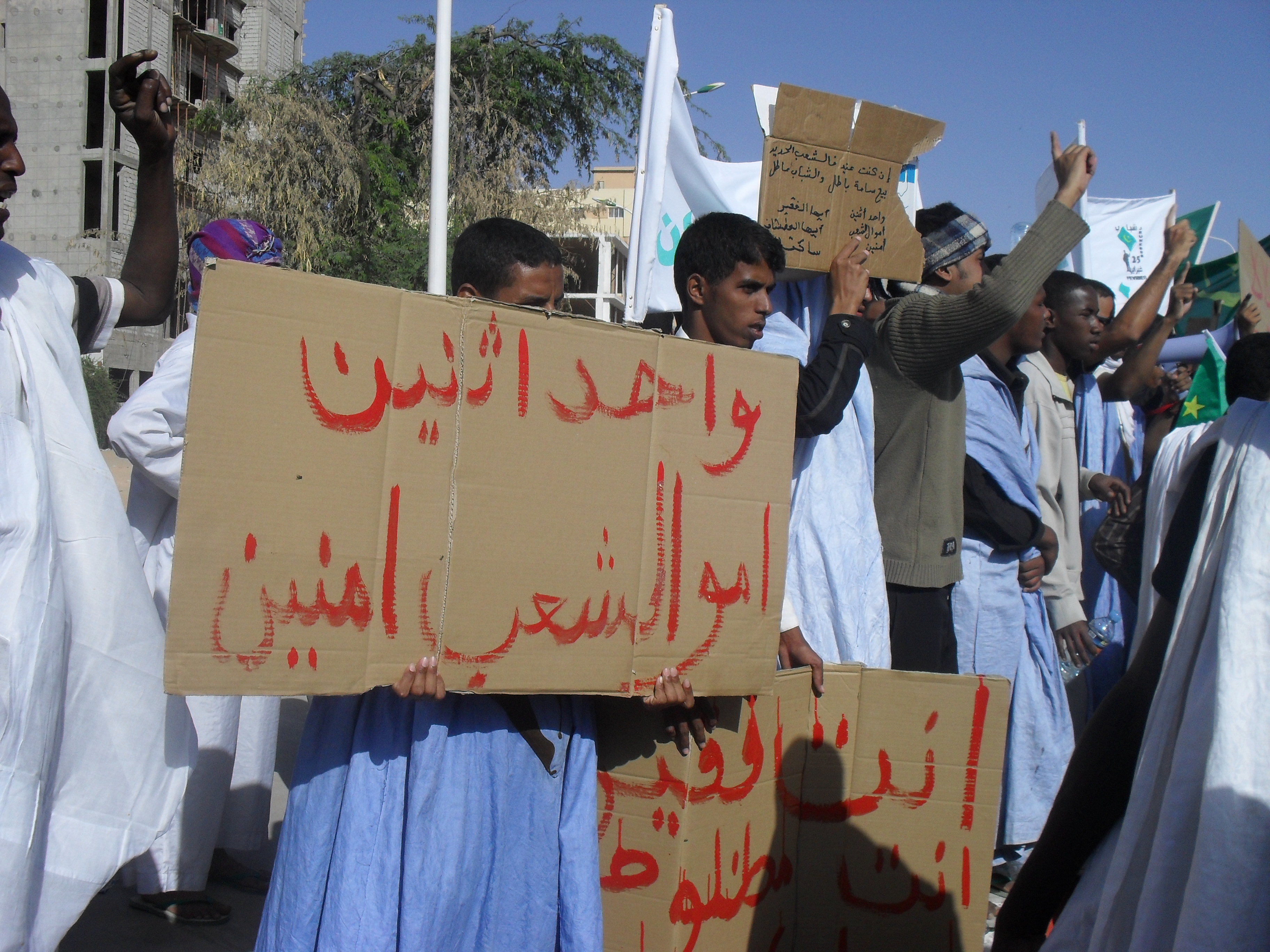
Manifestantes frente al parlamento en Nuakchot el 18 de marzo de 2011

Siguiendo el ejemplo de Mohamed Bouazizi, un vendedor de frutas tunecino que se prendió fuego el mes anterior para protestar contra el gobierno de Túnez, un empresario de mediana edad llamado Yacoub Ould Dahoud se quemó frente al Palacio Presidencial en Nuakchot el 17 de enero de 2011. Dejó tras de sí una nota explicando que la injusticia en Mauritania lo había llevado a suicidarse de esta manera. Dahoud murió el 23 de enero en el hospital. Su autoinmolación desencadenó una ronda de protestas en la capital a partir del 20 de enero, cuando los manifestantes se reunieron para declarar su intención de reunirse pacíficamente como un acto de desobediencia civil hasta que el gobierno reconociera sus demandas.

### Aumento de las protestas
El Movimiento 25 de febrero inició el 25 de febrero de 2011 cuando los manifestantes de Mauritania reunieron una lista de 28 puntos de reformas que exigían al instituto gubernamental. El movimiento de protesta se extendió rápidamente fuera de la capital a ciudades como Aleg, Aoujeft, Atar y Zouerate. Al mes siguiente, los manifestantes en muchas ciudades se encontraron con una represión policial. El 25 de abril de 2011, los manifestantes volvieron a reunirse para exigir la dimisión del primer ministro Mulay Uld Mohamed Laghdaf. Estas protestas contra el primer ministro se produjeron a pesar de algunas concesiones económicas de las autoridades, incluida la promesa de Laghdaf de crear al menos 1700 nuevos puestos de trabajo en la producción de alimentos y una oferta del Ministerio del Interior para negociar con un representante designado del movimiento juvenil.

### Protestas contra el censo

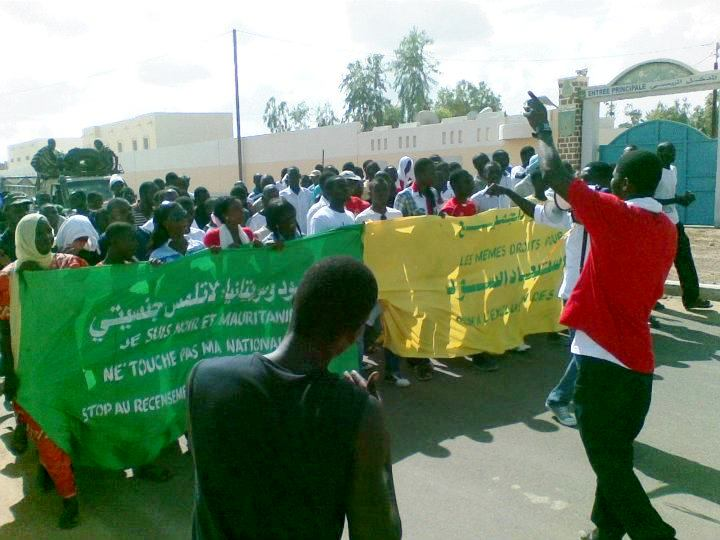
Manifestantes en Kaédi el 24 de septiembre de 2011

Cientos de mauritanos africanos negros marcharon a partir de finales de septiembre de 2011 para denunciar el censo del gobierno como "racista" debido a un estándar más alto para los negros para demostrar la ciudadanía mauritana que los árabes. El 27 de septiembre de 2011, la policía disparó contra siete manifestantes negros en Maghama, cerca de la frontera internacional con Senegal, y dos de ellos murieron a causa de las heridas. Días después, 56 manifestantes fueron arrestados en Nuakchot. Los manifestantes se reunieron en Inal en el norte del país, así como en Nuakchot, el 28 de noviembre para volver a manifestarse contra el censo. Al menos uno resultó herido y otro fue detenido cuando las fuerzas de seguridad intervinieron para detener la protesta en la capital.

### Protestas estudiantiles
Los estudiantes del Instituto Avanzado de Estudios e Investigaciones Islámicas (ISERI) comenzaron a protestar el 14 de diciembre de 2011. La policía respondió con fuerza, disparando gases lacrimógenos y chocando frecuentemente con grupos de estudiantes. Los disturbios llevaron al cierre de ISERI, pero los estudiantes continuaron reuniéndose. Varios fueron detenidos el 16 de enero de 2012, pero la policía los puso en libertad cinco días después en respuesta a la indignación pública. El 25 de enero, los estudiantes organizaron un "Día de la Ira" para protestar por el cierre de ISERI.

### Aniversario
Para conmemorar el primer aniversario de la autoinmolación de Yacoub Ould Dahoud, los manifestantes se reunieron en Nuakchot para denunciar al presidente Mohamed Uld Abdelaziz y su gobierno . Los asistentes a las manifestaciones pacíficas sostenían carteles caseros y corearon consignas pidiendo reformas. Varios días después, el 28 de enero de 2012, la red de noticias con sede en Catar, Al Jazeera, publicó una historia sobre las protestas de Mauritania, caracterizándolas como "pasadas por alto" debido en parte a la relativa falta de penetración de Internet en Mauritania. Se estima que solo el 2% de los hogares mauritanos tienen conexiones confiables a Internet.

### Protestas de oposición
El 3 de abril, miles de personas en Mauritania asistieron a manifestaciones en la capital para pedir la dimisión del presidente Mohamed Uld Abdelaziz. Los grupos de oposición realizaron manifestaciones pacíficas descentralizadas en los nueve distritos de Nuakchot. Los organizadores dijeron que se oponían a las políticas antidemocráticas del gobierno. Acusaron al presidente de manipular las elecciones celebradas en 2009 que lo confirmaron en el poder y de negarse a mantener un diálogo nacional serio con los grupos de oposición.
Las protestas volvieron a estallar el 19 de julio, cuando miles de mauritanos protestaron en la capital el miércoles por la noche, pidiendo la salida del presidente Mohamed Uld Abdelaziz, a quien acusan de despotismo y mala gestión. Los manifestantes corearon "Aziz, lárgate" y "estamos hartos del tirano" mientras marchaban por la capital.
- Datos: Q10966630

1. ↑  Corrigan, Terence (6 de septiembre de 2007). «Mauritania: Country Made Slavery Illegal Last Month». The East African Standard. Archivado desde el original el 21 de noviembre de 2010. Consultado el 21 de enero de 2008.
2. 1 2 3 4 5  «Mauritania's Overlooked Uprising». Al Jazeera. 28 de enero de 2012. Archivado desde el original el 31 de enero de 2012. Consultado el 29 de enero de 2012.
3. ↑  «Mauritanie: mécontent du régime, un homme s'immole par le feu à Nouakchott». Le Parisien (en francés). France. 17 de enero de 2011. Archivado desde el original el 24 de febrero de 2011. Consultado el 26 de enero de 2011.
4. ↑  «Mauritania protesters want better salaries, lower food prices». 12 de marzo de 2011. Archivado desde el original el 17 de marzo de 2011. Consultado el 23 de marzo de 2011.
5. ↑  «Mauritania police crush protest – doctors announce strike». 9 de marzo de 2011. Archivado desde el original el 5 de diciembre de 2012. Consultado el 23 de marzo de 2011.
6. ↑  «Protests stun Mauritania». 25 de abril de 2011. Archivado desde el original el 28 de abril de 2011. Consultado el 25 de abril de 2011.
7. ↑  «One dead in Mauritania protest». Reuters. 27 de septiembre de 2011. Archivado desde el original el 3 de febrero de 2016. Consultado el 29 de enero de 2012.
8. ↑  «Mauritania race protest». News24. 29 de noviembre de 2011. Consultado el 29 de enero de 2012.
9. ↑  BBC News – Mauritanian protests against President Abdelaziz. Bbc.co.uk (3 April 2012).
10. ↑  Arab Spring knocks on door of Mauritanian President again: Archivado el 2 de febrero de 2014 en Wayback Machine.. Middle East Online (19 July 2012).